# Aspartame
Aspartame (APM) là một chất làm ngọt nhân tạo không chứa đường saccharide được sử dụng như một chất thay thế đường trong một số thực phẩm và đồ uống. Ở Liên minh Châu Âu, nó được viết tắt là E951. Aspartame là một este methyl của acid aspartic / phenylalanine dipeptide.
 Một nhóm các chuyên gia do Cơ quan An toàn Thực phẩm Châu Âu thành lập năm 2013 cho biết aspartame an toàn cho người tiêu dùng ở mức độ tiếp xúc hiện tại. Đến năm 2017, các bằng chứng không hỗ trợ cho việc giảm cân hoặc ở bệnh đái tháo đường. Vì các sản phẩm bị phá vỡ của nó bao gồm phenylalanine, những người có tình trạng di truyền phenylketonuria (PKU) phải nhận thức được điều này như một nguồn bổ sung.
Lần đầu tiên nó được bán dưới nhãn hiệu NutraSweet. Nó được sản xuất lần đầu tiên vào năm 1965, và bằng sáng chế đã hết hiệu lực vào năm 1992. Cục quản lý Thực phẩm và Dược phẩm Hoa Kỳ (FDA) đã ban hành năm 1981.:2 Sự an toàn của aspartam là chủ đề của Một số cuộc tranh luận về chính trị và y tế, các cuộc điều trần của Quốc hội Hoa Kỳ, và những trò lừa bịp trên Internet.

## Sử dụng

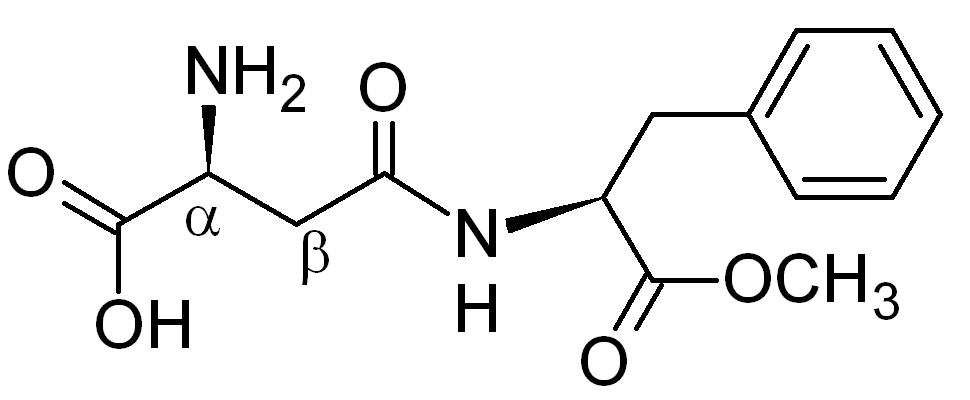
Beta-aspartame khác với aspartame dựa trên nhóm carboxyl aspartate liên kết với nitơ của phenylalanine.

Aspartame có độ ngọt gấp 200 lần sucrose (đường ăn). Do tính chất này, mặc dù aspartame sản xuất ra bốn kilocalories năng lượng / gram (17 kJ / g) khi chuyển hóa, số lượng aspartam cần thiết để tạo ra vị ngọt rất nhỏ đến mức sự đóng góp calor của nó là không đáng kể. Hương vị của aspartame và các chất làm ngọt nhân tạo khác với vị ngọt của đường trong thời gian bắt đầu và thời gian ngọt, mặc dù aspartame gần nhất với hương vị đường trong các chất làm ngọt nhân tạo đã được phê chuẩn. Sự ngọt ngào của aspartame kéo dài hơn sucrose, do đó nó thường pha trộn với các chất làm ngọt nhân tạo khác như acesulfam kali để tạo ra hương vị tổng thể giống như đường.
Giống như nhiều peptide khác, aspartame có thể thủy phân (phân hủy) thành các amino acid cấu thành trong điều kiện nhiệt độ cao hoặc độ pH cao. Điều này làm cho aspartame không được ưa chuộng như một chất làm ngọt làm bánh, và dễ bị phân hủy trong các sản phẩm chứa một độ pH cao, như yêu cầu cho một thời hạn sử dụng dài. Có thể cải thiện sự ổn định của aspartame khi được nung nóng đến một mức độ nào đó bằng cách bọc nó trong chất béo hoặc maltodextrin. Sự ổn định khi hoà tan trong nước phụ thuộc rất nhiều vào độ pH. Ở nhiệt độ phòng, nó ổn định nhất ở pH 4.3, thời gian bán hủy của nó gần 300 ngày. Tuy nhiên, ở pH 7 thời gian bán hủy của nó chỉ là một vài ngày. Hầu hết các loại nước giải khát có pH từ 3 đến 5, trong đó aspartame ổn định một cách hợp lý. Trong các sản phẩm có thể cần thời hạn sử dụng lâu hơn, chẳng hạn như xi-rô cho nước giải khát, aspartame đôi khi được pha trộn với chất làm ngọt ổn định hơn, chẳng hạn như saccharin.
Phân tích mô tả các dung dịch có chứa aspartame cho thấy có dư vị ngọt cũng như các dư vị đắng và hương vị bị sai lạc. Trong các sản phẩm như đồ uống dạng bột, amine trong aspartame có thể trải qua một phản ứng Maillard với các nhóm aldehyde có trong các hợp chất hương thơm nhất định. Sự mất mát sau đó của cả hương vị và vị ngọt có thể được ngăn ngừa bằng cách bảo vệ aldehyde như acetal.

## Tác động đối với sức khỏe
Sự an toàn của aspartame đã được nghiên cứu kể từ khi phát hiện ra nó.  Aspartame là một trong những thành phần thực phẩm được thử nghiệm nghiêm ngặt nhất. Vào năm 2017, các bằng chứng cho thấy loại đường này không hỗ trợ cho giảm cân hoặc cho bệnh tiểu đường với một số dữ liệu tìm ra mối liên hệ với sự gia tăng trọng lượng và nguy cơ bệnh tim.
Đánh giá của các cơ quan quản lý nhà nước đã tìm ra aspartame an toàn cho tiêu dùng ở mức hiện tại. Aspartame được coi là an toàn đối với tiêu dùng của con người bởi hơn 100 cơ quan quản lý tại các quốc gia, bao gồm Cơ quan Tiêu chuẩn Thực phẩm Anh, Cơ quan An toàn Thực phẩm Châu Âu (EFSA) và  và Health Canada.

### Trọng lượng cơ thể
Hai năm 2017 tổng quan hệ thống và phân tích meta cho thấy tiêu thụ aspartame không có ảnh hưởng đáng kể đến các biến số liên quan đến béo phì và đái tháo đường.

### Phenylketonuria
Mức cao của amino acid thiết yếu phenylalanine hiện diện trong tự nhiên là một nguy cơ sức khỏe cho những người sinh ra với phenylketonuria (PKU), một bệnh di truyền hiếm gặp ngăn ngừa phenylalanine bị chuyển hóa đúng cách. Vì những người có PKU phải coi aspartame là nguồn phenylalanine bổ sung, thực phẩm có chứa aspartam được bán ở Hoa Kỳ phải ghi nhãn "Phenylketonurics: Chứa Phenylalanine" trên nhãn sản phẩm của họ.
Tại Vương quốc Anh, thực phẩm có chứa aspartame được Cơ quan Tiêu chuẩn Thực phẩm yêu cầu hợp pháp để liệt kê chất trong thành phần của sản phẩm và mang theo cảnh báo "Có chứa phenylalanine" - thường là dưới danh sách thành phần. Các nhà sản xuất cũng phải in nhãn "" với chất làm ngọt trên nhãn gần với tên sản phẩm chính trên thực phẩm chứa "chất ngọt như aspartame" hoặc "với đường và chất làm ngọt" đối với "thực phẩm chứa cả đường và chất làm ngọt ".
Ở Canada, thực phẩm có chứa aspartame được quốc gia này yêu cầu phải liệt kê chất trong thành phần của sản phẩm và bao gồm một số lượng lượng aspartam trên mỗi khẩu phần. Ngoài ra, nhãn phải ghi rõ rằng sản phẩm có chứa phenylalanine - thường là theo thứ tự của các thành phần, chứa trong ngoặc.
Phenylalanine là một trong những amino acid thiết yếu và được yêu cầu cho sự phát triển bình thường và duy trì cuộc sống. Các mối quan tâm về sự an toàn của phenylalanine từ aspartame đối với những người không có phenylketonuria trung tâm phần lớn dựa trên sự thay đổi giả thuyết trong mức độ truyền dẫn thần kinh cũng như tỷ lệ các chất dẫn truyền thần kinh trong máu và não có thể dẫn đến triệu chứng thần kinh. Các nghiên cứu về tài liệu đã không phát hiện ra những kết luận nhất quán để hỗ trợ những mối lo ngại này, và mặc dù liều lượng aspartam tiêu thụ cao có thể có một số tác động sinh hóa, nhưng những kết quả này không được thấy trong các nghiên cứu độc tính cho thấy aspartame có thể ảnh hưởng xấu đến chức năng thần kinh giống như methanol, các loại thực phẩm thông thường trong chế độ ăn điển hình như sữa, thịt và trái cây sẽ dẫn đến việc tiêu thụ một lượng phenylalanine cao hơn đáng kể so với mức tiêu thụ aspartame.

### Nuôi con bằng sữa mẹ
Trong một nghiên cứu thực hiện vào năm 1979, tác động của việc hấp thụ aspartam lên mức nồng độ amino acid trong sữa và sữa ở những phụ nữ đang cho con bú đã được thử nghiệm. Trong nghiên cứu này, sáu phụ nữ từ 20 đến 29 tuổi với chu kỳ sữa đã được nghiên cứu sau khi uống aspartam hoặc lactose (50 mg / kg thể trọng) theo thứ tự ngẫu nhiên, với mục đích nghiên cứu sự khác nhau giữa sữa mẹ giữa hai. Nghiên cứu kết luận rằng kết luận rằng sử dụng aspartam ở liều 50 mg / kg thể trọng có ảnh hưởng nhỏ đến nồng độ aspartate sữa; Và, mặc dù đã có một sự gia tăng nhỏ trong thời gian tác dụng theo thời gian aspartate trong suốt thời kỳ bế sau bốn giờ, nhưng không có sự khác biệt đáng kể nào trong suốt thời gian xem 24 giờ.

### Ung thư
Các nhận xét không tìm thấy sự liên quan giữa aspartame và ung thư. Những nghiên cứu này đã xem xét nhiều nghiên cứu về sự gây ung thư ở động vật, các nghiên cứu dịch tễ học ở người, cũng như các nghiên cứu về gen độc tính ở ống nghiệm. Các nghiên cứu này đã không tìm thấy bằng chứng đáng kể nào cho thấy aspartame gây ung thư ở động vật, làm tổn hại bộ gen, hoặc gây ung thư ở người ở liều hiện đang được sử dụng. Quan điểm này được hỗ trợ bởi nhiều cơ quan quản lý như FDA  và EFSA cũng như các cơ quan khoa học như Viện Ung thư Quốc gia. Aspartame cũng không có bất kỳ tính chất gây tổn thương DNA nào.
Mối quan tâm về khả năng gây ung thư của aspartame được John Olney đưa ra hồi năm 1970 và phổ biến vào năm 1996 bằng cách cho thấy aspartame có thể liên quan đến u não. Các nhận xét cho thấy những mối quan ngại này là thiếu sót, do sự phụ thuộc vào sai lầm về sinh thái và cơ chế gây ra khối u không có khả năng gây ra ung thư. Các cơ quan độc lập như FDA và Viện Ung thư Quốc gia đã phân tích lại nhiều nghiên cứu dựa trên những lo lắng này và không tìm thấy mối liên quan giữa aspartame và ung thư não.
Trung tâm Nghiên cứu Ung thư Cesare Maltoni của Tổ chức Nghiên cứu Ung thư và Khoa học Môi trường châu Âu đã công bố một số nghiên cứu tuyên bố rằng aspartame có thể làm tăng một số bệnh ác tính ở loài gặm nhấm, kết luận rằng aspartame là chất gây ung thư tiềm năng ở chế độ ăn uống bình thường Liều lượng. EFSA và FDA đã giảm bớt các kết quả nghiên cứu do thiếu tính minh bạch và nhiều sai sót trong nghiên cứu, không tìm ra lý do để sửa đổi mức độ ăn vào trong hàng ngày được chấp nhận trước đó đối với aspartame.

### Các triệu chứng thần kinh và tâm thần
Nhiều lời cáo buộc đã được đưa ra thông qua Internet và trong các tạp chí người tiêu dùng về các tác dụng gây độc thần kinh của aspartame dẫn đến các triệu chứng về thần kinh hoặc tâm thần như động kinh, đau đầu và thay đổi tâm trạng. Đánh giá về sinh hóa của aspartame đã không tìm thấy bằng chứng rằng liều lượng tiêu thụ sẽ có thể gây ra các tác dụng gây độc thần kinh. Các đánh giá toàn diện đã không tìm ra bằng chứng cho aspartame là nguyên nhân của những triệu chứng này. Một nghiên cứu đã cung cấp một nền lý thuyết hóa học lý thuyết về độc tính thần kinh và đề xuất các xét nghiệm thêm. Tuy nhiên, một nhóm các chuyên gia EFSA lưu ý rằng kết luận của đánh giá này phần nào dựa trên các nguồn Internet và do đó không có khoa học mạnh mẽ. Các chuyên gia này cũng đồng tình với một phê bình rằng các sai sót khoa học đáng kể đã được thực hiện trong việc xem xét phê bình đã dẫn đến diễn dịch không được chứng minh và gây nhầm lẫn. Tổng kết các nghiên cứu về trẻ em đã không cho thấy bất kỳ phát hiện quan trọng nào đối với các mối quan tâm về an toàn liên quan đến các bệnh thần kinh tâm thần như các cơn hoảng loạn, thay đổi tâm trạng, ảo giác hoặc ADHD hoặc động kinh.

### Nhức đầu
Nhức đầu là triệu chứng phổ biến nhất của người tiêu dùng. Trong một nhận xét nhỏ, aspartame có thể là một trong nhiều tác nhân kích thích chứng đau nửa đầu, trong một danh sách bao gồm "phô mai, sô cô la, trái cây có múi, xúc xích, bột ngọt, aspartame, thực phẩm béo, kem, cafêin và đồ uống có cồn, đặc biệt là rượu vang đỏ và bia ",
other reviews have noted conflicting studies about headaches những nhận xét khác đã ghi nhận các nghiên cứu xung đột về nhức đầu và vẫn còn nhiều nhận xét thiếu bất kỳ bằng chứng và tài liệu tham khảo nào để ủng hộ tuyên bố này.

## An toàn
Aspartame đã được chứng minh là an toàn cho tiêu dùng của con người bởi hơn 90 quốc gia trên thế giới, với các quan chức của FDA mô tả aspartame là "một trong những chất phụ gia thực phẩm đã được kiểm nghiệm kỹ lưỡng và được nghiên cứu nhiều nhất mà cơ quan này đã chấp nhận" và "rõ ràng", nhưng đã được chủ đề của một số tranh cãi, các trò bịp và sợ hãi y tế.
Ban đầu, aspartam đã được Cục Quản lý Thực phẩm và Dược phẩm Hoa Kỳ (FDA) phê duyệt năm 1974; Tuy nhiên, các vấn đề với chương trình thử nghiệm an toàn của Searle, bao gồm cả thử nghiệm aspartame, đã được phát hiện sau đó. Việc phê duyệt đã bị huỷ bỏ vào năm sau; Tuy nhiên, sau khi xem xét bên ngoài các bài kiểm tra có vấn đề và thử nghiệm bổ sung, phê duyệt cuối cùng đã được ban hành vào năm 1981. Bởi vì cáo buộc xung đột lợi ích đã làm hỏng sự chấp thuận của FDA về aspartame, Văn phòng Giải trình Trách nhiệm Chính phủ Hoa Kỳ Của các quan chức liên quan vào năm 1986 và quá trình phê duyệt năm 1987; Các cáo buộc xung đột lợi ích cũng như các vấn đề trong quá trình phê duyệt cuối cùng đều không được chứng minh rõ ràng.
Ngoài ra, Trung tâm kiểm soát dịch bệnh điều tra vào năm 1984 và không thể tìm thấy bất kỳ mối liên quan dịch tễ học nào với nguy cơ hoặc thiệt hại nghiêm trọng.
Kể từ tháng 12 năm 1998, một đợt phàn nàn email lan truyền rộng rãi đã trích dẫn aspartame là nguyên nhân gây ra nhiều bệnh tật.
Trọng lượng của các bằng chứng khoa học hiện tại chỉ ra rằng aspartame an toàn ở mức tiêu thụ hiện tại như một chất làm ngọt không dinh dưỡng. Các cuộc khảo sát do các cơ quan quản lý thực hiện hàng thập kỷ sau khi aspartame được phê duyệt lần đầu tiên đã hỗ trợ sự sẵn có của nó.

## Cơ chế hành động
Sự cảm nhận ngọt ngào của aspartame (và các chất ngọt khác như acesulfame K) ở người là do sự kết hợp của thụ thể heterodimer G-protein được hình thành bởi các protein TAS1R2 và TAS1R3.

### Các chất chuyển hóa
Aspartame được thủy phân nhanh chóng trong ruột non. Ngay cả khi ăn với liều rất cao aspartam (trên 200 mg / kg), không có aspartame được tìm thấy trong máu do sự suy giảm nhanh chóng. Khi ăn phải, aspartame phân hủy thành các thành phần còn sót lại, bao gồm axit aspartic, phenylalanine, methanol,, với tỷ lệ 4: 5: 1 theo khối lượng  và các sản phẩm phân hủy khác bao gồm formaldehyde và axit formic. Các nghiên cứu trên người cho thấy axit formic được bài tiết nhanh hơn so với dạng được hình thành sau khi ăn phải aspartame. Trong một số nước trái cây, có thể tìm thấy nồng độ methanol cao hơn so với lượng chất aspartame trong đồ uống.
Các sản phẩm phân huỷ chính của aspartame là dipeptide cyclic của nó (dạng 2,5-diketopiperazine, hoặc dạng DKP), dipeptide de-este hóa (aspartyl-phenylalanine) và các thành phần cấu thành, phenylalanine, acid aspartic phenylalanine, aspartic acid, và methanol. Ở 180 °C, aspartam trải qua quá trình phân hủy để hình thành một dẫn xuất diketopiperazine.

### Aspartat
Axít aspartic (aspartat) là một trong những amino acid phổ biến nhất trong chế độ ăn điển hình. Như với methanol và phenylalanine, lượng axit aspartic từ aspartame ít hơn dự kiến từ các nguồn thực phẩm khác. Ở phần trăm percentile của lượng, aspartam chỉ cung cấp từ 1% đến 2% lượng hàng ngày của aspartic acid. Có một số ý kiến  cho rằng aspartame, kết hợp với các amino acid khác như glutamate, có thể dẫn đến độc tính, gây tổn hại đến não và các tế bào thần kinh. Tuy nhiên, các nghiên cứu lâm sàng cho thấy không có dấu hiệu của các tác dụng gây độc thần kinh, và các nghiên cứu về sự trao đổi chất cho thấy không thể hấp thụ đủ axit aspartic và glutamate thông qua thực phẩm và thức uống đến mức mà có thể được cho là độc hại.

### Methanol
Methanol tạo ra bởi quá trình trao đổi chất của aspartame được hấp thu và nhanh chóng biến thành formaldehyde và sau đó được oxy hóa hoàn toàn vào axit formic. Methanol từ aspartame dường như không an toàn vì một số lý do. Nước ép trái cây và trái cây có múi chứa methanol, và có các loại thức ăn khác cho methanol như đồ uống lên men và lượng methanol sản xuất từ thực phẩm và đồ uống có ngọt có nguồn aspartam có thể ít hơn so với các loại này và các nguồn khác đã có trong chế độ ăn uống của con người. Đối với formaldehyde, nó được chuyển hóa nhanh chóng trong cơ thể, và lượng formaldehyde từ quá trình trao đổi chất của aspartame là rất nhỏ so với số lượng được sản xuất thường xuyên bởi cơ thể con người, từ các thực phẩm và thuốc khác. Với lượng người tiêu thụ cao nhất của aspartame, không có lượng methanol hoặc axit formic tăng lên, và ăn aspartame ở phần trăm percentile của lượng sẽ gây ra ít hơn 25 lần methanol hơn so với những gì được coi là độc hại.

## Hóa học
Aspartame là este metyl của dipeptit của các amino acid tự nhiên L-aspartic acid và L-phenylalanine. Trong điều kiện acidic hoặc kiềm mạnh, aspartame có thể tạo ra methanol bằng thủy phân. Trong các điều kiện khắc nghiệt hơn, các liên kết peptid cũng được thủy phân, kết quả là các amino acid tự do.
Trong khi các khía cạnh được biết đến của tổng hợp được bao phủ bởi bằng sáng chế, nhiều chi tiết là độc quyền. Hai phương pháp để tổng hợp được sử dụng thương mại. Trong quá trình tổng hợp hóa học, hai nhóm carboxyl axit aspartic được kết hợp thành một anhydride, và nhóm amino được bảo vệ bằng cách chuyển nó thành một nhóm chức năng mà không ảnh hưởng đến phản ứng tiếp theo. Phenylalanine được chuyển thành ester metyl của nó và kết hợp với anhydride aspartic được N-bảo vệ; Sau đó nhóm bảo vệ được loại bỏ từ nitơ aspartic bằng thủy phân axit. Hạn chế của kỹ thuật này là một sản phẩm phụ, dạng nếm vị đắng, được tạo ra khi nhóm carboxyl sai từ axit aspartic liên kết với phenylalanine. Một quá trình sử dụng một enzyme từ Bacillus thermoproteolyticus để xúc tác sự ngưng tụ của amino acid bị biến đổi về mặt hóa học sẽ tạo ra sản lượng cao mà không có sản phẩm phụ hình thức β. Một biến thể của phương pháp này, chưa được sử dụng thương mại, sử dụng axit aspartic chưa biến đổi, nhưng cho năng suất thấp. Các phương pháp sản xuất aspartyl-phenylalanine trực tiếp bằng phương pháp enzyme, tiếp theo là methyl hóa hóa, cũng đã được thử, nhưng không được thu nhỏ để sản xuất công nghiệp.

## Mức tiêu thụ khuyến nghị
Giá trị chấp nhận được hàng ngày của aspartame, cũng như các chất phụ gia thực phẩm khác được nghiên cứu, được định nghĩa là "lượng chất phụ gia thực phẩm, thể hiện trên cơ thể trọng lượng, có thể ăn vào hàng ngày trong suốt cuộc đời mà không có nguy cơ sức khỏe đáng kể."Ủy ban chung chuyên gia của FAO / WHO về Phụ gia Thực phẩm (JECFA) và Ủy ban Khoa học Ủy ban Châu Âu về Thực phẩm đã xác định mức 40 mg / kg trọng lượng cho aspartame, trong khi FDA đã thiết lập ADI cho Aspartam ở liều 50 mg/kg.
Nguồn chủ yếu để tiếp xúc với aspartam ở Hoa Kỳ là thức uống có cồn, mặc dù nó có thể được tiêu thụ trong các sản phẩm khác, như các chế phẩm dược phẩm, nước trái cây và kẹo cao su trong số những thứ khác với số lượng nhỏ hơn. 12 ounce chứa chất oxy của Mỹ có thể chứa 805 mg aspartam, và đối với người lớn 75 kg, cần khoảng 21 lon nước soda mỗi ngày để tiêu thụ 3,750 miligam (0.132 Oz) của aspartame có thể vượt qua 50 miligam của FDA trên kilogram ADI trọng lượng cơ thể của aspartame từ chế độ ăn uống soda một mình.
Các bài đánh giá đã phân tích các nghiên cứu đã xem xét tiêu thụ aspartam ở các quốc gia trên thế giới, bao gồm Hoa Kỳ, các nước ở Châu Âu, và Úc, và nhiều nước khác. Các nhận xét này đã chỉ ra rằng thậm chí mức độ hấp thu aspartame cao, được nghiên cứu trên nhiều quốc gia và các phương pháp khác nhau để đo lượng tiêu thụ aspartame, thấp hơn ADI để tiêu thụ an toàn aspartame. Các nhận xét cũng cho thấy rằng những quần thể được cho là những người tiêu dùng cao như aspartam như trẻ em và người tiểu đường thấp hơn ADI để tiêu dùng an toàn, thậm chí tính đến các tính toán tiêu cực về tiêu thụ.
Trong một báo cáo được công bố vào ngày 10 tháng 12 năm 2013, EFSA cho biết, sau khi nghiên cứu nhiều bằng chứng, nó loại trừ "nguy cơ tiềm ẩn của aspartame gây tổn hại cho gen và gây ra ung thư" và cho rằng lượng chất sắt trong chế độ ăn uống an toàn để tiêu thụ.

## Lịch sử
Aspartame được phát hiện vào năm 1965 bởi James M. Schlatter, một nhà hóa học làm việc cho Tiến sĩ Searle & Company. Schlatter đã tổng hợp aspartame như là một bước trung gian để tạo ra một tetrapeptide của hormone gastrin, để sử dụng trong việc đánh giá một ứng cử viên thuốc chống loét. Ông phát hiện ra vị ngọt của nó khi ông liếm ngón tay của mình, đã bị thấm aspartame, để nâng một mảnh giấy lên. Torunn Atteraas Garin đã tham gia vào việc phát triển aspartame làm chất làm ngọt nhân tạo.
Năm 1975, được nhắc đến bởi các vấn đề liên quan đến Flagyl và Aldactone, một nhóm chuyên gia của Tổ chức FDA Hoa Kỳ đã xem xét 25 nghiên cứu do nhà sản xuất đưa ra, trong đó có 11 nghiên cứu về aspartame. Nhóm nghiên cứu báo cáo "những thiếu sót nghiêm trọng trong hoạt động và thực tiễn của Searle". FDA đã cố gắng để chứng thực 15 nghiên cứu được đệ trình chống lại các dữ liệu hỗ trợ. Năm 1979, Trung tâm An toàn Thực phẩm và Dinh dưỡng Ứng dụng (CFSAN) kết luận, vì nhiều vấn đề với nghiên cứu aspartam là không đáng kể và không ảnh hưởng đến kết luận, nghiên cứu này có thể được sử dụng để đánh giá độ an toàn của aspartame.
Năm 1980, FDA triệu tập Hội đồng Hỏi đáp Cộng đồng (PBOI) bao gồm các cố vấn độc lập có trách nhiệm kiểm tra mối quan hệ có ý nghĩa giữa aspartame và ung thư não. PBOI kết luận rằng aspartame không gây ra tổn thương não, nhưng nó đề nghị chống lại việc chấp nhận aspartame vào thời điểm đó, trích dẫn các câu hỏi chưa được trả lời về ung thư ở chuột thí nghiệm.:94–96
Trích dẫn dữ liệu từ một nghiên cứu của Nhật Bản mà không có sẵn cho các thành viên của PBOI, và sau khi tìm kiếm lời khuyên từ một bảng điều khiển chuyên gia đã tìm ra lỗi với các phân tích thống kê dẫn đến sự do dự của PBOI, nhưng vẫn tranh cãi với sự chấp thuận.:53 Hayes phê chuẩn phê duyệt FDA của aspartame để sử dụng cho hàng khô. Năm 1996, FDA đã thông qua việc sử dụng aspartame để sử dụng cho đồ uống có ga, và dùng cho các loại đồ uống khác, bánh nướng và bánh kẹo vào năm 1993. Năm 1996, FDA đã loại bỏ tất cả các hạn chế từ aspartame, cho phép nó được sử dụng trong tất cả các loại thực phẩm.
Một số nước châu Âu đã chấp thuận aspartame vào những năm 1980 với sự chấp thuận của EU vào năm 1994. Ủy ban khoa học Ủy ban Châu Âu về Thực phẩm đã xem xét các nghiên cứu về an toàn sau này và khẳng định lại sự chấp thuận vào năm 2002. Cơ quan An toàn Thực phẩm Châu Âu báo cáo vào năm 2006 rằng Lượng ăn được là thích hợp, sau khi xem xét lại một tập hợp các nghiên cứu khác.

## Tình trạng trích yếu
- Dược điển Anh[70]
- Dược điển Hoa Kỳ[71]

## Sử dụng thương mại
Theo tên thương mại Equal, NutraSweet và Canderel, aspartame là một thành phần của khoảng 6.000 thực phẩm và đồ uống tiêu dùng được bán trên toàn thế giới, bao gồm (và không giới hạn ở) chế độ ăn uống soda và các loại nước giải khát khác, ăn sáng ngay tức khắc, mint, ngũ cốc, đường Nhai kẹo cao su, hỗn hợp ca cao, món tráng miệng đông lạnh, đồ tráng miệng gelatin, nước trái cây, thuốc nhuận tràng, vitamin bổ sung chewable, đồ uống sữa, dược phẩm và chất bổ sung, hỗn hợp trộn, chất làm ngọt trên bàn, trà, cà phê hòa tan, hỗn hợp trộn, làm lạnh rượu vang và sữa chua. Nó được cung cấp như là một gia vị bảng ở một số nước. Aspartame ít phù hợp với nướng hơn các chất làm ngọt khác vì nó bị phân hủy khi đun nóng và mất nhiều vị ngọt của nó.

### Công ty NutraSweet
Năm 1985, Công ty Monsanto mua lại bằng tiến sĩ Searle, và công ty sản xuất aspartame đã trở thành một công ty con của Monsanto, công ty NutraSweet. Tháng 3 năm 2000, Monsanto đã bán nó cho J.W. Childs Equity Partners II L.P. Các bằng sáng chế về sử dụng chất aspartam ở châu Âu đã hết hiệu lực từ năm 1987, và bằng sáng chế của Mỹ đã hết hiệu lực năm 1992. Kể từ đó, công ty đã cạnh tranh về thị phần với các nhà sản xuất khác, bao gồm Ajinomoto, Merisant và Holland Sweetener Company.

### Ajinomoto
Nhiều khía cạnh của công nghiệp tổng hợp aspartame đã được thành lập bởi Ajinomoto. Năm 2004, thị trường aspartame, trong đó Ajinomoto, nhà sản xuất aspartame lớn nhất thế giới, chiếm 40% thị phần, là 14.000 tấn / năm, và mức tiêu thụ sản phẩm tăng 2% mỗi năm. Ajinomoto mua lại công ty aspartame năm 2000 từ Monsanto với giá 67 triệu USD.
Trong năm 2008, Ajinomoto kiện Asda thuộc chuỗi siêu thị Anh, một phần của Wal-Mart, vì hành động giả dối độc hại liên quan đến sản phẩm aspartame của nó khi chất được liệt kê là bị loại khỏi dây chuyền sản xuất của dây chuyền, cùng với các "đồ nghiện" khác. Vào tháng 7 năm 2009, một tòa án Anh đã phát hiện ra lợi của Asda. Vào tháng 6 năm 2010, một tòa phúc thẩm đã bác bỏ quyết định này, cho phép Ajinomoto theo đuổi vụ kiện chống lại Asda nhằm bảo vệ danh tiếng của aspartame. Asda cho biết sẽ tiếp tục sử dụng từ "no nasties" trên các sản phẩm nhãn hiệu của mình, nhưng vụ kiện đã được giải quyết trong năm 2011 với Asda lựa chọn loại bỏ tham chiếu đến aspartame từ bao bì của mình.
Tháng 11 năm 2009, Ajinomoto công bố một thương hiệu mới cho chất làm ngọt aspartame của mình - AminoSweet 

### Công ty Sweetener Hà Lan
Một liên doanh giữa DSM và Tosoh, công ty Sweet Holland đã sản xuất aspartame sử dụng quá trình enzyme được phát triển bởi Toyo Soda (Tosoh) và được bán dưới thương hiệu Sanecta. Ngoài ra, họ đã phát triển một loại muối aspartame-acesulfame kết hợp dưới tên thương hiệu Twinsweet.  Họ rời ngành công nghiệp làm ngọt vào cuối năm 2006, bởi vì "thị trường aspartame toàn cầu đang phải đối mặt với tình trạng thừa cung cấu trúc dẫn đến sự sụt giảm giá cả trên khắp thế giới trong năm năm qua", làm cho ngành kinh doanh "không có khả năng sinh lời lâu dài" 

### Các sản phẩm cạnh tranh
Bởi vì sucralose, không giống như aspartame, duy trì vị ngọt của nó sau khi được nung nóng, và có ít nhất hai lần kệ của aspartame, nó đã trở nên phổ biến hơn như là một thành phần. Điều này, cùng với sự khác biệt trong tiếp thị và thay đổi sở thích người tiêu dùng, gây ra aspartame để mất thị phần để sucralose. Năm 2004, aspartam giao dịch ở mức khoảng 30 USD / kg và sucralose, gần gấp ba lần trọng lượng, khoảng 300 USD / kg.

## Trò bịp diệt kiến
Aspartame đã được tuyên bố sai là đã được phát triển ban đầu như chất độc con kiến. Nguồn cho bài báo này là một bài báo châm biếm đăng trên trang web của "thespoof". Hơn nữa, tuyên bố rằng chất thực sự là độc hại cho kiến đã được suy ra từ bài báo trực tuyến đó được trích dẫn bởi các trang web chống lại aspartame khác nhau và video của nhiều thử nghiệm về tin đồn này đã được hiển thị trên YouTube hoặc được đăng lên mạng xã hội, thậm chí một số thậm chí tuyên bố Thành công trong việc loại trừ kiến với Aspartame hoặc với các chất làm ngọt khác.

## Tham  khảo
1. ↑  Budavari, Susan, biên tập (1989). "861. Aspartame". The Merck Index (ấn bản thứ 11). Rahway, NJ: Merck & Co. tr. 859. ISBN 978-0-911910-28-5.
2. ↑  Rowe, Raymond C. (2009). "Aspartame". Handbook of Pharmaceutical Excipients. tr. 11–12. ISBN 1-58212-058-7.
3. ↑  "Scientific Opinion on the re-evaluation of aspartame (E 951) as a food additive". EFSA Journal. Quyển 11 số 12. ngày 10 tháng 12 năm 2013. tr. 263. doi:10.2903/j.efsa.2013.3496 (không hoạt động ngày 28 tháng 1 năm 2017).{{Chú thích tạp chí}}:  Quản lý CS1: DOI không hoạt động tính đến 2017 (liên kết)
4. 1 2 3  Azad, Meghan B.; Abou-Setta, Ahmed M.; Chauhan, Bhupendrasinh F.; Rabbani, Rasheda; Lys, Justin; Copstein, Leslie; Mann, Amrinder; Jeyaraman, Maya M.; Reid, Ashleigh E.; Fiander, Michelle; MacKay, Dylan S.; McGavock, Jon; Wicklow, Brandy; Zarychanski, Ryan (ngày 16 tháng 7 năm 2017). "Nonnutritive sweeteners and cardiometabolic health: a systematic review and meta-analysis of randomized controlled trials and prospective cohort studies". Canadian Medical Association Journal. Quyển 189 số 28. tr. E929 – E939. doi:10.1503/cmaj.161390.
5. 1 2 3  Santos, NC; Araujo, LM; De Luca Canto, G; Guerra, EN; Coelho, MS; Borin, MF (ngày 10 tháng 4 năm 2017). "Metabolic effects of aspartame in adulthood: a systematic review and meta-analysis of randomized clinical trials". Critical Reviews in Food Science and Nutrition. tr. 0. doi:10.1080/10408398.2017.1304358. PMID 28394643.
6. ↑  "Additional Information about High-Intensity Sweeteners Permitted for use in Food in the United States". FDA. U.S. Food and Drug Administration. ngày 26 tháng 5 năm 2015. Truy cập ngày 28 tháng 6 năm 2017.
7. 1 2 3 4 5  "U.S. GAO – HRD-87-46 Food and Drug Administration: Food Additive Approval Process Followed for Aspartame, ngày 18 tháng 6 năm 1987". Truy cập ngày 5 tháng 9 năm 2008.
8. ↑  Mikkelson, David (ngày 8 tháng 6 năm 2015). "FALSE: Aspartame — Sweet Poison". Snopes. Truy cập ngày 3 tháng 5 năm 2017.
9. ↑  "ACSH Debunks Internet Health Hoax". acsh.org. Bản gốc lưu trữ ngày 9 tháng 5 năm 2013. Truy cập ngày 15 tháng 1 năm 2016.
10. ↑  "A Web of Deceit". TIME.com. ngày 8 tháng 2 năm 1999. Bản gốc lưu trữ ngày 29 tháng 1 năm 2009. Truy cập ngày 15 tháng 1 năm 2016.
11. 1 2 3 4 5 6 7 8 9 10 11 12 13  Magnuson BA; Burdock GA; Doull J; và đồng nghiệp (2007). "Aspartame: a safety evaluation based on current use levels, regulations, and toxicological and epidemiological studies". Critical Reviews in Toxicology. Quyển 37 số 8. tr. 629–727. doi:10.1080/10408440701516184. PMID 17828671.
12. 1 2  O'Donnell, Kay (2006). "6 Aspartame and Neotame". Trong Mitchell, Helen Lucy (biên tập). Sweeteners and sugar alternatives in food technology. Blackwell. tr. 86–95. ISBN 1-4051-3434-8. Truy cập ngày 26 tháng 7 năm 2011.
13. ↑  "New Products Weigh In". foodproductdesign.com. Truy cập ngày 19 tháng 6 năm 2010.
14. ↑  "Fountain Beverages in the US" (PDF). The Coca-Cola Company. tháng 5 năm 2007. Bản gốc (PDF) lưu trữ ngày 20 tháng 3 năm 2009.
15. ↑  Nahon, Denise F.; JP Roozen; Cees de Graaf (tháng 2 năm 1998). "Sensory Evaluation of Mixtures of Maltitol or Aspartame, Sucrose and an Orange Aroma". Chem. Senses. Quyển 23 số 1. tr. 59–66. doi:10.1093/chemse/23.1.59. PMID 9530970.
16. 1 2 3 4 5 6 7  EFSA National Experts (tháng 5 năm 2010). "Report of the meetings on aspartame with national experts". EFSA. Truy cập ngày 9 tháng 1 năm 2011.
17. ↑  Mitchell, Helen (2006). Sweeteners and sugar alternatives in food technology. Oxford, UK: Wiley-Blackwell. tr. 94. ISBN 1-4051-3434-8.
18. ↑  Food Standards Australia New Zealand: "Food Standards Australia New Zealand: Aspartame – what it is and why it's used in our food". Bản gốc lưu trữ ngày 16 tháng 12 năm 2008. Truy cập ngày 9 tháng 12 năm 2008.
19. 1 2 3 4 5 6 7 8  Butchko, H; Stargel, WW; Comer, CP; Mayhew, DA; Benninger, C; Blackburn, GL; De Sonneville, LM; Geha, RS; Hertelendy, Z (2002). "Aspartame: Review of Safety". Regulatory Toxicology and Pharmacology. Quyển 35 số 2 Pt 2. tr. S1–93. doi:10.1006/rtph.2002.1542. PMID 12180494.
20. ↑  "Aspartame". UK FSA. ngày 17 tháng 6 năm 2008. Lưu trữ bản gốc ngày 7 tháng 10 năm 2010. Truy cập ngày 23 tháng 9 năm 2010.
21. ↑  "Aspartame". EFSA. Bản gốc lưu trữ ngày 10 tháng 3 năm 2011. Truy cập ngày 23 tháng 9 năm 2010.
22. ↑  "Aspartame". Health Canada. Lưu trữ bản gốc ngày 22 tháng 9 năm 2010. Truy cập ngày 23 tháng 9 năm 2010.
23. ↑  "CFR - Code of Federal Regulations Title 21". fda.gov. Truy cập ngày 15 tháng 1 năm 2016.
24. ↑  "Aspartame". UK Food Standards Agency. ngày 19 tháng 3 năm 2015. Truy cập ngày 28 tháng 6 năm 2017.
25. ↑  "NGREDIENT S PECIFICATIONS NutraSweet ® Custom Powder" (PDF). NutraSweet. Bản gốc (PDF) lưu trữ ngày 8 tháng 5 năm 2013. Truy cập ngày 25 tháng 1 năm 2014.
26. ↑  Stegink, L. D.; Filer Jr, L. J.; Baker, G. L. (1979). "Plasma, erythrocyte and human milk levels of free amino acids in lactating women administered aspartame or lactose". The Journal of Nutrition. Quyển 109 số 12. tr. 2173–81. PMID 512705.
27. ↑  Marinovich, M; Galli, CL; Bosetti, C; Gallus, S; La Vecchia, C (tháng 10 năm 2013). "Aspartame, low-calorie sweeteners and disease: regulatory safety and epidemiological issues". Food and Chemical Toxicology. Quyển 60. tr. 109–15. doi:10.1016/j.fct.2013.07.040. PMID 23891579.
28. ↑  Kirkland, D; Gatehouse, D (tháng 10 năm 2015). ""Aspartame: A review of genotoxicity data"". Food and Chemical Toxicology. Quyển 84. tr. 161–8. doi:10.1016/j.fct.2015.08.021. PMID 26321723.
29. 1 2  "US FDA/CFSAN – FDA Statement on European Aspartame Study". Bản gốc lưu trữ ngày 30 tháng 7 năm 2010. Truy cập ngày 23 tháng 9 năm 2010.
30. 1 2  "Aspartame and Cancer: Questions and Answers". National Cancer Institute. ngày 12 tháng 9 năm 2006. Bản gốc lưu trữ ngày 12 tháng 2 năm 2009. Truy cập ngày 29 tháng 8 năm 2011.
31. 1 2  Weihrauch, M. R.; Diehl, V (2004). "Artificial sweeteners – do they bear a carcinogenic risk?". Annals of Oncology. Quyển 15 số 10. tr. 1460–5. doi:10.1093/annonc/mdh256. PMID 15367404.
32. ↑  Soffritti, M.; Belpoggi, F.; Esposti, D.D.; Lambertini, L.; Tibaldi, E.; Rigano, A. (2006). "First Experimental Demonstration of the Multipotential Carcinogenic Effects of Aspartame Administered in the Feed to Sprague-Dawley Rats". Environ Health Perspect. Quyển 114 số 3. tr. 379–385. doi:10.1289/ehp.8711. PMC 1392232. PMID 16507461.
33. ↑  Soffritti, M.; Belpoggi, F.; Tibaldi, E.; Esposti, D.D.; Lauriola, M. (2007). "Life-span exposure to low doses of aspartame beginning during prenatal life increases cancer effects in rats". Environ Health Perspect. Quyển 115 số 9. tr. 1293–1297. doi:10.1289/ehp.10271. PMC 1964906. PMID 17805418.
34. 1 2  Panel on Food Additives and Nutrient Sources added to Food (2006). "Opinion of the Scientific Panel on food additives, flavourings, processing aids and materials in contact with food (AFC) related to a new long-term carcinogenicity study on aspartame". The EFSA Journal. Quyển 356 số 5. tr. 1–44. doi:10.2903/j.efsa.2006.356.
35. ↑  Lajtha, A (1994). "Aspartame consumption: lack of effects on neural function". The Journal of Nutritional Biochemistry. Quyển 5 số 6. tr. 266–83. doi:10.1016/0955-2863(94)90032-9.
36. ↑  Humphries, P; Pretorius, E; Naudé, H (2007). "Direct and indirect cellular effects of aspartame on the brain". European Journal of Clinical Nutrition. Quyển 62 số 4. tr. 451–62. doi:10.1038/sj.ejcn.1602866. PMID 17684524.
37. 1 2  ""Inactive" Ingredients in Pharmaceutical Products: Update (Subject Review)". Pediatrics. Quyển 99 số 2. 1997. tr. 268–78. doi:10.1542/peds.99.2.268. PMID 9024461.
38. ↑  Millichap, J; Yee, MM (2003). "The diet factor in pediatric and adolescent migraine". Pediatric Neurology. Quyển 28 số 1. tr. 9–15. doi:10.1016/S0887-8994(02)00466-6. PMID 12657413.
39. 1 2  Sun-Edelstein, Christina; Mauskop, Alexander (2009). "Foods and Supplements in the Management of Migraine Headaches". The Clinical Journal of Pain. Quyển 25 số 5. tr. 446–52. doi:10.1097/AJP.0b013e31819a6f65. PMID 19454881.
40. ↑  Health Canada: "Aspartame – Artificial Sweeteners".
41. ↑  Food Standards Australia New Zealand: "Food Standards Australia New Zealand:  Aspartame (Updated January 2013)". Bản gốc lưu trữ ngày 10 tháng 2 năm 2015. Truy cập ngày 26 tháng 11 năm 2014.
42. 1 2  Henkel, John (November–December 1999). "Sugar Substitutes: Americans Opt for Sweetness and Lite". FDA Consumer. Quyển 33 số 6. DIANE Publishing. tr. 12–6. ISBN 978-1-4223-2690-9. PMID 10628311. Bản gốc lưu trữ ngày 30 tháng 12 năm 2016. Truy cập ngày 29 tháng 1 năm 2009.
43. ↑  Flaherty, Megan (ngày 12 tháng 4 năm 1999). "Harvesting Kidneys and other Urban Legends". NurseWeek. Bản gốc lưu trữ ngày 7 tháng 10 năm 1999. Truy cập ngày 7 tháng 3 năm 2013.
44. ↑  Sugarman, Carole (ngày 3 tháng 7 năm 1983). "Controversy Surrounds Sweetener". Washington Post. tr. D1–2. Bản gốc lưu trữ ngày 29 tháng 6 năm 2011. Truy cập ngày 25 tháng 11 năm 2008.
45. ↑  GAO 1986. "Six Former HHS Employees' Involvement in Aspartame's Approval." Lưu trữ ngày 21 tháng 7 năm 2017 tại Wayback Machine United States General Accounting Office, GAO/HRD-86-109BR, July 1986.
46. ↑  Centers for Disease Control (CDC) (ngày 2 tháng 11 năm 1984). "Evaluation of Consumer Complaints Related to Aspartame Use". Morbidity and Mortality Weekly Report. Quyển 33 số 43. Centers for Disease Control and Prevention. tr. 605–7. PMID 6436658. Truy cập ngày 8 tháng 5 năm 2012.
47. ↑  "Aspartame Warning". About.com. Bản gốc lưu trữ ngày 23 tháng 12 năm 2016. Truy cập ngày 20 tháng 7 năm 2017. – the Nancy Markle chain email.
48. ↑  Reviews by:
 EFSA 2012
 USFDA 2007 Lưu trữ ngày 29 tháng 7 năm 2015 tại Wayback Machine
49. ↑  Li XD, Staszewski L, Xu H, Durick K, Zoller M, Adler E (2002). "Human receptors for sweet and umami taste". Proc. Natl. Acad. Sci. U.S.A. Quyển 99 số 7. tr. 4692–6. Bibcode:2002PNAS...99.4692L. doi:10.1073/pnas.072090199. PMC 123709. PMID 11917125.
50. ↑  Roberts HJ (2004). "Aspartame disease: a possible cause for concomitant Graves' disease and pulmonary hypertension". Texas Heart Institute Journal. Quyển 31 số 1. tr. 105, author reply 105–6. PMC 387446. PMID 15061638.
51. ↑  Humphries, P; Pretorius, E; Naudé, H (2008). "Direct and indirect cellular effects of aspartame on the brain". Eur J Clin Nutrition. Quyển 62 số 4. tr. 451–462. doi:10.1038/sj.ejcn.1602866. PMID 17684524.
52. ↑  Trocho C; Pardo R; Rafecas I; và đồng nghiệp (1998). "Formaldehyde derived from dietary aspartame binds to tissue components in vivo". Life Sciences. Quyển 63 số 5. tr. 337–49. doi:10.1016/S0024-3205(98)00282-3. PMID 9714421.
53. 1 2  Stegink, Lewis D. (tháng 7 năm 1987). "The aspartame story: a model for the clinical testing of a food additive". American Journal of Clinical Nutrition. Quyển 46 số 1. tr. 204–15. PMID 3300262.
54. ↑  Prodolliet, J.; Bruelhart, M. (1993). "Determination of aspartame and its major decomposition products in foods". J AOAC Int. Quyển 76 số 2. tr. 275–82. PMID 8471853.
55. ↑  Lin, SY.; Cheng, YD. (tháng 10 năm 2000). "Simultaneous formation and detection of the reaction product of solid-state aspartame sweetener by FT-IR/DSC microscopic system". Food Addit Contam. Quyển 17 số 10. tr. 821–7. doi:10.1080/026520300420385. PMID 11103265.
56. ↑  Rastogi, S.; Zakrzewski, M.; Suryanarayanan, R. (tháng 3 năm 2001). "Investigation of solid-state reactions using variable temperature X-ray powder diffractrometry. I. Aspartame hemihydrate". Pharm Res. Quyển 18 số 3. tr. 267–73. doi:10.1023/A:1011086409967. PMID 11442263.
57. ↑  Olney, J. W. (1984). "Excitotoxic food additives – relevance of animal studies to human safety". Neurobehav Toxicol Teratol. Quyển 6 số 6. tr. 455–62. PMID 6152304.
58. ↑  Rycerz, Karol; Jaworska-Adamu, Jadwiga Elżbieta (2013). "Effects of aspartame metabolites on astrocytes and neurons". Folia Neuropathologica. Quyển 1. tr. 10–17. doi:10.5114/fn.2013.34191. Truy cập ngày 27 tháng 7 năm 2013.
59. ↑  
Ager, David J.; Pantaleone, David P.; Henderson, Scott A.; Katritzky, Alan R.; Prakash, Indra & Walters, D. Eric (1998). "Commercial, Synthetic Non-nutritive Sweeteners". Angewandte Chemie International Edition. Quyển 37 số 13–24. tr. 1802–1817. doi:10.1002/(SICI)1521-3773(19980803)37:13/14<1802::AID-ANIE1802>3.0.CO;2-9.
60. ↑  Yagasaki, Makoto; Hashimoto, Shin-ichi (tháng 11 năm 2008). "Synthesis and application of dipeptides; current status and perspectives". Applied Microbiology and Biotechnology. Quyển 81 số 1. tr. 13–22. doi:10.1007/s00253-008-1590-3. PMID 18795289.
61. ↑  WHO (1987). "Principles for the safety assessment of food additives and contaminants in food". Environmental health criteria 70.
62. 1 2  Renwick, Andrew (2006). "The intake of intense sweeteners – an update review". Food Additives & Contaminants. Quyển 23 số 4. tr. 327–38. doi:10.1080/02652030500442532.
63. ↑  "Aspartame in Soda is Safe: European Review". Associated Press. Bản gốc lưu trữ ngày 17 tháng 12 năm 2013. Truy cập ngày 16 tháng 12 năm 2013.
64. ↑  Mazur, Robert H. (1974). "Aspartic acid-based sweeteners". Trong Inglett, George E. (biên tập). Symposium: sweeteners. Westport, CT: AVI Publishing. tr. 159–163. ISBN 0-87055-153-1. LCCN 73-94092.
65. ↑  Lewis, Ricki (2001). Discovery: windows on the life sciences. Oxford: Blackwell Science. tr. 4. ISBN 0-632-04452-7.
66. ↑  Mazur, R.H. (1984). "Discovery of aspartame". In Aspartame: Physiology and Biochemistry. L. D. Stegink and L. J. Filer Jr. (Eds.). Marcel Dekker, New York, pp. 3–9.
67. ↑  "Torunn A. Garin, 54, Noted Food Engineer". The New York Times. ngày 1 tháng 5 năm 2002.
68. ↑  Testimony of Dr. Adrian Gross, Former FDA Investigator to the U.S. Senate Committee on Labor and Human Resources, ngày 3 tháng 11 năm 1987. Hearing title: "NutraSweet Health and Safety Concerns." Document # Y 4.L 11/4:S.HR6.100, page 430–439.
69. ↑  FDA Statement on Aspartame, ngày 18 tháng 11 năm 1996
70. ↑  British Pharmacopoeia Commission Secretariat. "Index (BP)" (PDF). Bản gốc (PDF) lưu trữ ngày 11 tháng 4 năm 2009. Truy cập ngày 16 tháng 1 năm 2010.
71. ↑  United States Pharmacopeia. "Food Ingredient Reference Standards" (PDF). Bản gốc (PDF) lưu trữ ngày 31 tháng 3 năm 2010. Truy cập ngày 16 tháng 1 năm 2010.
72. ↑  J.W. Childs Equity Partners II, L.P Lưu trữ ngày 14 tháng 5 năm 2007 tại Wayback Machine, Food & Drink Weekly, ngày 5 tháng 6 năm 2000
73. ↑  NutraSweet sold for $440 million UPI ngày 30 tháng 5 năm 2000
74. ↑  Shapiro, Eben (ngày 19 tháng 11 năm 1989). "Nutrasweet's Bitter Fight". The New York Times.
75. ↑  "Ajinomoto May Exceed Full-Year Forecasts on Amino Acid Products – Bloomberg". Bloomberg. ngày 18 tháng 11 năm 2004. Truy cập ngày 23 tháng 6 năm 2010.
76. ↑  "Sweetener sale-05/06/2000-ECN". icis.com. Truy cập ngày 9 tháng 7 năm 2010.
77. ↑  "Asda gears up for additives battle/ aspartame". Evening Standard. London. Truy cập ngày 23 tháng 6 năm 2010. This is Money
78. ↑  "Asda claims victory in aspartame 'nasty' case". foodanddrinkeurope.com. Truy cập ngày 23 tháng 6 năm 2010.
79. ↑  "FoodBev.com". foodbev.com. Truy cập ngày 23 tháng 6 năm 2010. Court of Appeal rules in Ajinomoto/Asda aspartame case
80. ↑  "Radical new twist in Ajinomoto vs Asda 'nasty' battle". foodnavigator.com. Lưu trữ bản gốc ngày 6 tháng 6 năm 2010. Truy cập ngày 23 tháng 6 năm 2010.
81. ↑  Bouckley, Ben (ngày 18 tháng 5 năm 2011). "Asda settles 'nasty' aspartame legal battle with Ajinomoto". William Reed Business Media SAS. FoodNavigator.com. Truy cập ngày 18 tháng 7 năm 2011.
82. ↑  "Ajinomoto brands aspartame AminoSweet". Foodnavigator.com. ngày 25 tháng 11 năm 2009. Truy cập ngày 7 tháng 7 năm 2010.
  - "Ajinomoto brands aspartame 'AminoSweet'". FoodBev.com. ngày 17 tháng 11 năm 2009. Truy cập ngày 7 tháng 7 năm 2010.
83. ↑  Lee, Thomas D. (2007). "Sweetners". Kirk-Othmer Encyclopedia of Chemical Technology. Quyển 24 (ấn bản thứ 5). Wiley. tr. 224–252. doi:10.1002/0471238961.19230505120505.a01.pub2. ISBN 0-471-48496-2.
84. ↑  "Holland Sweetener rolls out Twinsweet". BakeryAndSnacks.com. William Reed Business Media. ngày 19 tháng 11 năm 2003. Truy cập ngày 29 tháng 7 năm 2011.
85. ↑  "Holland Sweetener Company to exit from aspartame business" Lưu trữ ngày 7 tháng 5 năm 2013 tại Wayback Machine. DSM press release, U.S. Securities and Exchange Commission. ngày 30 tháng 3 năm 2006.
86. ↑  Warner, Melanie (ngày 22 tháng 12 năm 2004). "A Something Among the Sweet Nothings; Splenda Is Leaving Other Sugar Substitutes With That Empty Feeling". The New York Times.
87. ↑  John Schmeltzer (ngày 2 tháng 12 năm 2004). "Equal fights to get even as Splenda looks sweet". Chicago Tribune. Bản gốc lưu trữ ngày 4 tháng 12 năm 2010. Truy cập ngày 4 tháng 7 năm 2007.
88. ↑  Carney, Beth (ngày 19 tháng 1 năm 2005). "It's Not All Sweetness for Splenda". BusinessWeek: Daily Briefing. Lưu trữ bản gốc ngày 7 tháng 10 năm 2008. Truy cập ngày 5 tháng 9 năm 2008.
89. ↑  "Aspartame defence courts reaction". beveragedaily.com. ngày 7 tháng 10 năm 2004.
90. 1 2  Mikkelson, David (ngày 12 tháng 8 năm 2014)  The worlds best anti poison. Snopes.com
91. ↑  Spoof news: FDA certifies Aspartame as ant poison. TheSpoof.com (ngày 12 tháng 8 năm 2006)